# Máxima Zorreguieta
Máxima Zorreguieta Cerruti (Buenos Aires, 17 maggio 1971) è la regina consorte dei Paesi Bassi dal 2013, come moglie del re Willem-Alexander.
Dal suo matrimonio lavora nell'ambito dell'inclusione finanziaria, specie in collaborazione con l'ONU.

## Biografia

### Origini, studi e carriera

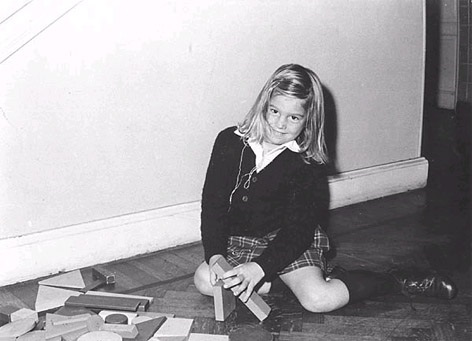
Máxima nel 1977

Máxima è nata a Buenos Aires nel 1971, primogenita del politico Jorge Horacio Zorreguieta Stefanini (1928-2017) e della sua seconda moglie, María del Carmen Cerruti Carricart (1944). Ha tre sorellastre, María (1956), Ángeles (1958) e Dolores (1965), nate dal primo matrimonio di suo padre con Marta López Gil (1935). È anche sorella di Martín (1972), Juan (1982) e Inés, morta suicida nel 2018.
Per linea paterna ha origini portoghesi (è una diretta discendente di Alfonso III), spagnole (il suo antenato basco José Antonio Zorreguieta y Oyarzábal Gamboa y Sagastume si trasferì in Argentina intorno al 1790) e italiane, tramite i bisnonni Oreste Stefanini (1871-1928; imprenditore marittimo genovese) e la nobile Tullia Carolina Borella (1876-1964; nata a Torino da possidenti piemontesi e lombardi), emigrati nel 1900 a San Nicolás per gli affari di lui.
Si diplomò alla Northlands School a Olivos nel 1988 e iniziò a lavorare dall'anno seguente come ricercatrice per i mercati finanziari per Mercato Abierto SA, fino al 1990. Fu impiegata presso il Dipartimento Vendite della Boston Securities SA a Buenos Aires dal 1992 al 1995, anno in cui si laureò in economia all'Università Cattolica Argentina. Insegnò anche lingua inglese a bambini e adulti e matematica agli studenti della scuola secondaria.
Dal luglio 1996 lavorò a New York per HSBC James Capel Inc. fino al febbraio 1998, rivestendo il ruolo di vice presidente delle Vendite Istituzionali dell'America Latina. Fu il vice presidente dell'Emerging Market Division della Kleinwort Benson fino al luglio 1999, poi tornò a New York per entrare nella Deutsche Bank (DB). Tra il maggio 2000 e il marzo del 2001 lavorò all'ufficio di rappresentanza della DB presso l'Unione europea a Bruxelles.

### Fidanzamento e matrimonio

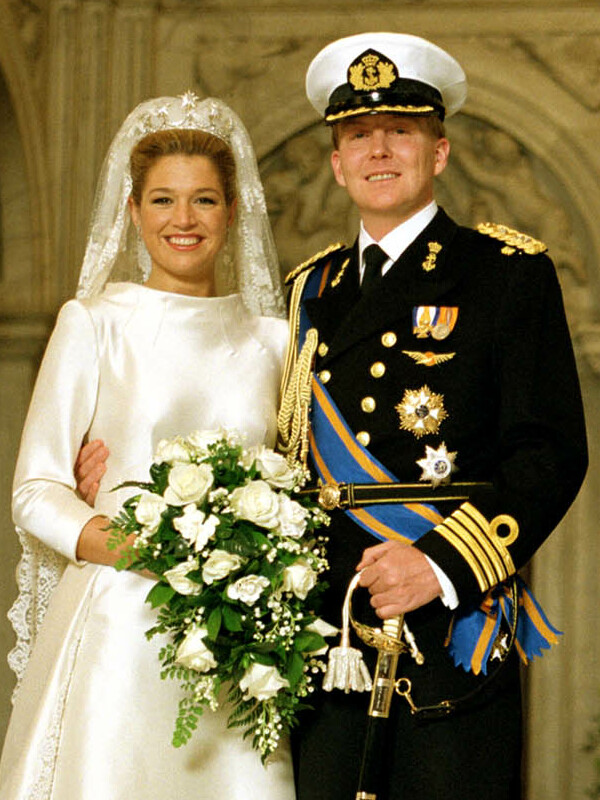
Ritratto nuziale dei principi d'Orange

Conobbe Willem-Alexander dei Paesi Bassi, allora principe d'Orange, in occasione della Feria de Abril nel 1999.
Il fidanzamento ufficiale si tenne in diretta televisiva il 30 marzo 2001 (per l'occasione Máxima si rivolse alla nazione in olandese) e il 3 luglio il parlamento autorizzò la celebrazione del matrimonio. Il 2 febbraio 2002 si svolsero le nozze civili nella Beurs van Berlage e il rito religioso nella Chiesa Nuova di Amsterdam.
Le venne concessa la cittadinanza olandese per decreto reale già il 17 maggio 2001, mantenendo la cittadinanza argentina. Non si è convertita alla Chiesa protestante olandese, ma è rimasta cattolica dopo il matrimonio, al quale i suoi genitori non furono invitati. Il motivo afferiva alla trascorsa carriera di suo padre nel governo del dittatore Jorge Rafael Videla, al punto che la relazione di Máxima con il principe fu oggetto di controversie nei Paesi Bassi.
Su richiesta del parlamento, il professore di studi latino-americani Michiel Baud svolse un'indagine sul coinvolgimento di Zorreguieta nella guerra sporca e, nonostante le sue affermazioni di non esserne stato a conoscenza mentre era ministro, concluse che ciò sarebbe stato improbabile per una persona in una posizione di potere nel governo, ma determinò altresì che il padre di Máxima non era stato direttamente coinvolto nelle morti di quel periodo. Zorreguieta non prese comunque parte alle nozze, proprio perché la sua possibile presenza fu fonte di discussione durante i mesi precedenti al matrimonio.

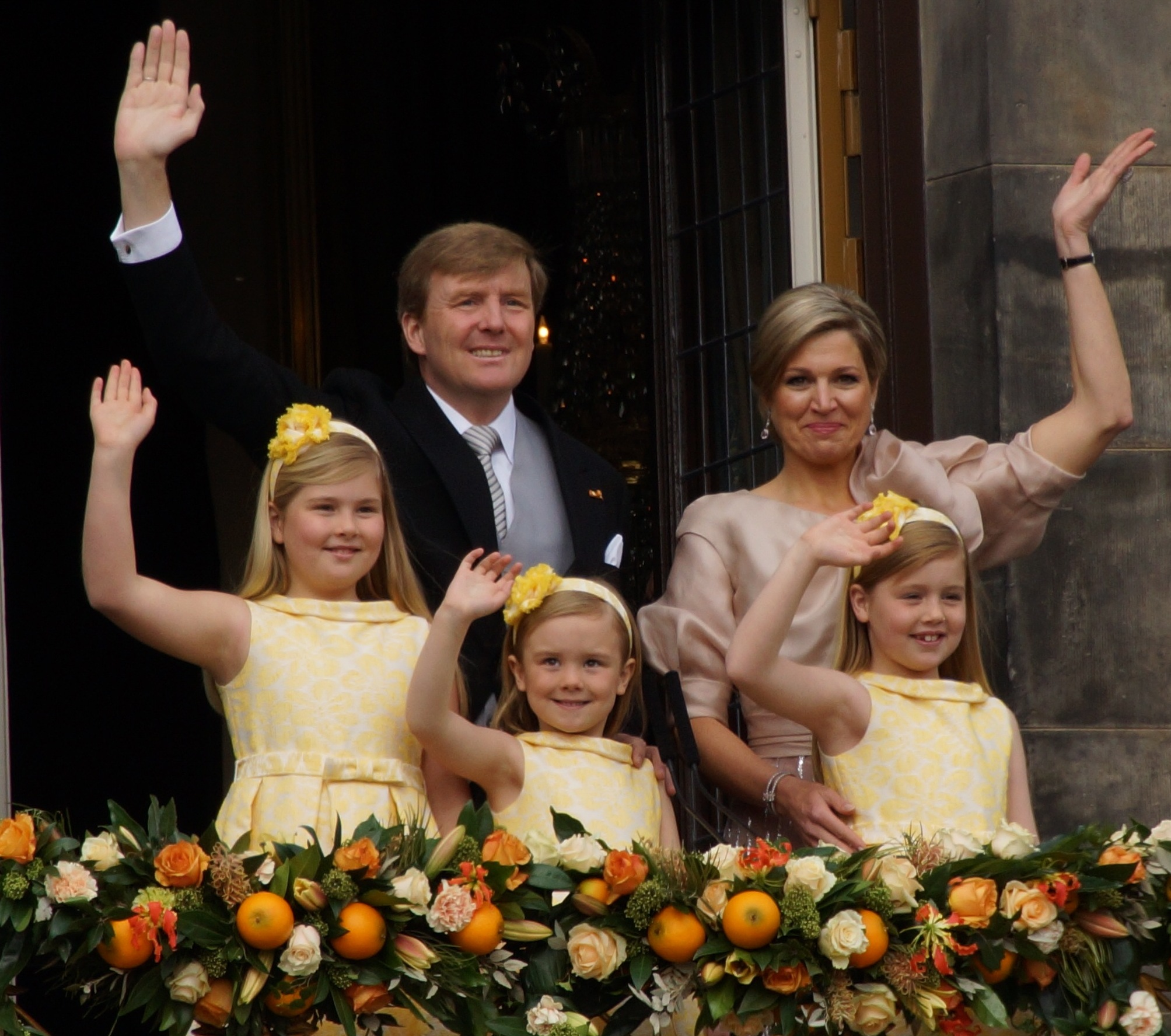
La famiglia reale nel 2013

### Principessa dei Paesi Bassi
Nel 2002 divenne mecenate dell'Orange Fund, istituito in occasione del suo matrimonio con l'obiettivo di rafforzare il benessere sociale. Nel 2003 entrò nel Committee for Ethnic Minority Women's Participation (PaVEM), un comitato governativo istituito per promuovere l'integrazione delle donne appartenenti a gruppi etnici minoritari. Ne è stata membro fino al 2005, anno in cui entrò nel consiglio direttivo della Cattedra di Management of Diversity and Integration alla Vrije Universiteit. Dal 2003 al 2014 fu a capo del consiglio direttivo della Prince Claus Chair, che promuove l'istruzione e la ricerca sui problemi di sviluppo internazionale, e nel 2004 entrò a far parte del Consiglio di Stato.
Nel 2005 ricoprì il ruolo di consulente nel gruppo dei patroni dell'Anno internazionale del microcredito proclamato dall'ONU, per il quale lavorò dal 2006 al 2009 come consulente sui Settori Finanziari Inclusivi. Dal settembre dello stesso anno è Difensore Speciale del Segretario Generale delle Nazioni Unite per la Finanza Inclusiva per lo Sviluppo (UNSGSA), incarico ricevuto da Ban Ki-moon per contrastare la povertà promuovendo gli obiettivi di sviluppo del millennio e le azioni a favore di strumenti finanziari accessibili per i gruppi a basso reddito e le piccole e medie imprese (PMI).
Il 5 marzo 2008 presenziò alla firma di un accordo tra i comuni di Amsterdam, Rotterdam, Utrecht e L'Aia e il ministro della cultura Plasterk, volto a contrastare le discriminazioni a danno delle persone omosessuali nei Paesi Bassi. È stata presidente onoraria del Gruppo di Lavoro sui Dati delle PMI del G20 nel 2010. Ricopre lo stesso ruolo nel Partenariato globale per l'inclusione finanziaria dal 2011, con il compito di rafforzare la collaborazione tra il G20 e l'ONU nel rendere universale l'accesso ai servizi finanziari.

### Regina dei Paesi Bassi
Il 30 aprile 2013 è divenuta regina dei Paesi Bassi con l'abdicazione della suocera Beatrice. Dal 10 giugno del 2015 riveste il ruolo di presidente onoraria della Piattaforma degli Ambasciatori per la Musica a Scuola, che offre a un numero sempre crescente di bambini la possibilità di praticare la musica.
Nel 2018 iniziò a collaborare con lo SchuldenlabNL, un partenariato pubblico-privato che vuole eliminare i problemi di debito della società olandese, attraverso la prevenzione delle difficoltà finanziarie. Nel 2020 lanciò con i soggetti interessati il patto "Towards a Netherlands Free of Debt Problems" presso il palazzo Noordeinde e nel gennaio 2022 ha assunto la presidenza onoraria del partenariato.
Il 30 marzo 2022 ha lanciato la fondazione MIND US, di cui è presidente onoraria, che si impegna a favore della salute mentale dei giovani tra i 12 e i 27 anni. Sulla sua vita, fino al fidanzamento con il principe d'Orange, è stata girata una serie tv olandese distribuita nel 2024, Máxima.

## Patrocini
- Membro del Microfinance Council (2007-2011);[21]
- Presidente onoraria della Money Wise Platform (dal 2010);[21]
- Patrona della Prince Claus Chair;[21]
- Membro del Netherlands Committee for Enterprise;[21]
- Membro del Supervisory Board del Museo Nazionale Palazzo di Het Loo;[32]
- Membro del consiglio di amministrazione della System Initiative on Shaping the Future of Financial and Monetary Systems del Forum economico mondiale;[32]
- Presidente del consiglio dell'Historic Collections Trust della casa d'Orange-Nassau;[32]
- Presidente dell'Official Gifts Trust della casa d'Orange-Nassau;[32]
- Presidente onoraria della Koning Willem I Foundation;[32]
- Patrona del Royal Netherlands Institute of Southeast Asian and Caribbean Studies;[32]
- Patrona del Royal Tropical Institute;[32]
- Patrona dell'Orchestra reale del Concertgebouw;[32]
- Patrona di Scouting Nederland.[32]

## Discendenza
Máxima Zorreguieta e Willem-Alexander dei Paesi Bassi hanno tre figlie:
- Caterina Amalia, principessa d'Orange (L'Aia, 7 dicembre 2003);
- Alexia dei Paesi Bassi (L'Aia, 26 giugno 2005);
- Ariane dei Paesi Bassi (L'Aia, 10 aprile 2007).

## Titoli, trattamento e stemma

### Titoli e trattamento
- 17 maggio 1971 - 2 febbraio 2002: Máxima Zorreguieta Cerruti
- 2 febbraio 2002 - 30 aprile 2013: Sua Altezza Reale, la principessa Máxima dei Paesi Bassi, principessa di Orange-Nassau[35]
- 30 aprile 2013 - attuale: Sua Maestà, la regina Máxima, principessa dei Paesi Bassi, principessa di Orange-Nassau[36]

### Stemma e stendardi
In occasione del suo matrimonio, uno stemma personale è stato concesso con decreto legge reale della regina Beatrice il 25 gennaio 2002.

Nel primo e il quarto quadrante è presente lo stemma dei Paesi Bassi, basato sullo stemma del Casato di Nassau. Nel secondo e il terzo quadrante è presente lo stemma  del Principato di Orange. Al centro c'è lo stemma della famiglia paterna della regina Máxima, la famiglia Zorreguieta. Lo stemma della famiglia paterna reca un castello di tre torri rosse fiancheggiate su ciascun lato da un pioppo e un fiume azzurro che scorre dalla base.

Stemma della Regina Maxima, adottato nel 2002.
Stemma della Regina Maxima, adottato nel 2002.
Stendardo Reale della regina.
Monogramma personale di Máxima.
Monogramma combinato di Willem-Alexander e Máxima.

## Ascendenza
|                            |                                |                                         | Genitori                     |  |  | Nonni |  |  | Bisnonni                     |  |  | Trisnonni                  |  |
|                            |                                |                                         |                              |  |  |       |  |  | Amadeo Zorreguieta Hernández |  |  | Mariano Zorreguieta Maurín |  |
|                            |                                |                                         |                              |  |  |       |  |  | Amadeo Zorreguieta Hernández |  |  | Mariano Zorreguieta Maurín |  |
|                            |                                | María de Jesús Hernández Cornejo        |                              |  |  |       |  |  | Amadeo Zorreguieta Hernández |  |  |                            |  |
| Juan Antonio Zorreguieta   |                                |                                         |                              |  |  |       |  |  | Amadeo Zorreguieta Hernández |  |  |                            |  |
|                            |                                | Máxima Blanca Bonorino González         | Esteban Bonorino Lobo        |  |  |       |  |  |                              |  |  |                            |  |
|                            |                                | Máxima Blanca Bonorino González         | Esteban Bonorino Lobo        |  |  |       |  |  |                              |  |  |                            |  |
|                            |                                | Máxima Blanca Bonorino González         | Máxima González y de Islas   |  |  |       |  |  |                              |  |  |                            |  |
| Jorge Zorreguieta          |                                | Máxima Blanca Bonorino González         |                              |  |  |       |  |  |                              |  |  |                            |  |
|                            |                                | Oreste Stefanini                        | Giovanni Battista Stefanini  |  |  |       |  |  |                              |  |  |                            |  |
|                            |                                | Oreste Stefanini                        | Giovanni Battista Stefanini  |  |  |       |  |  |                              |  |  |                            |  |
|                            |                                | Oreste Stefanini                        | Adelaida Caffarena           |  |  |       |  |  |                              |  |  |                            |  |
| Cesira Maria Stefanini     |                                | Oreste Stefanini                        |                              |  |  |       |  |  |                              |  |  |                            |  |
|                            |                                | Tullia Carolina Borella                 | Carlo Borella                |  |  |       |  |  |                              |  |  |                            |  |
|                            |                                | Tullia Carolina Borella                 | Carlo Borella                |  |  |       |  |  |                              |  |  |                            |  |
|                            |                                | Tullia Carolina Borella                 | Maria Scala                  |  |  |       |  |  |                              |  |  |                            |  |
| Máxima Zorreguieta         |                                | Tullia Carolina Borella                 |                              |  |  |       |  |  |                              |  |  |                            |  |
|                            | Santiago Cerruti Ponce de León | Santiago Cerruti                        |                              |  |  |       |  |  |                              |  |  |                            |  |
|                            | Santiago Cerruti Ponce de León | Santiago Cerruti                        |                              |  |  |       |  |  |                              |  |  |                            |  |
|                            | Santiago Cerruti Ponce de León | Petrona Rita Ponce de León y Pastor     |                              |  |  |       |  |  |                              |  |  |                            |  |
| Jorge Horacio Cerruti      | Santiago Cerruti Ponce de León |                                         |                              |  |  |       |  |  |                              |  |  |                            |  |
|                            |                                | María de las Mercedes de Sautu Martínez | Marcial de Sautu Rodríguez   |  |  |       |  |  |                              |  |  |                            |  |
|                            |                                | María de las Mercedes de Sautu Martínez | Marcial de Sautu Rodríguez   |  |  |       |  |  |                              |  |  |                            |  |
|                            |                                | María de las Mercedes de Sautu Martínez | Carmen Martínez Figueroa     |  |  |       |  |  |                              |  |  |                            |  |
| María del Carmen Cerruti   |                                | María de las Mercedes de Sautu Martínez |                              |  |  |       |  |  |                              |  |  |                            |  |
|                            |                                | Domingo Carricart Etchart               | Bernardo Carricart Haramburu |  |  |       |  |  |                              |  |  |                            |  |
|                            |                                | Domingo Carricart Etchart               | Bernardo Carricart Haramburu |  |  |       |  |  |                              |  |  |                            |  |
|                            |                                | Domingo Carricart Etchart               | Juana Etchart Iriart         |  |  |       |  |  |                              |  |  |                            |  |
| María del Carmen Carricart |                                | Domingo Carricart Etchart               |                              |  |  |       |  |  |                              |  |  |                            |  |
|                            |                                | María del Carmen Cieza Rodríguez        | Manuel Cieza Gutiérrez       |  |  |       |  |  |                              |  |  |                            |  |
|                            |                                | María del Carmen Cieza Rodríguez        | Manuel Cieza Gutiérrez       |  |  |       |  |  |                              |  |  |                            |  |
|                            |                                | María del Carmen Cieza Rodríguez        | Manuela Rodríguez Silva      |  |  |       |  |  |                              |  |  |                            |  |
|                            |                                | María del Carmen Cieza Rodríguez        |                              |  |  |       |  |  |                              |  |  |                            |  |